# Андекса
Андекса (PRT064445, PRT4445, андексанет альфа, англ. Andexxa, andexanet alfa) — внутривенный специфический антидот антикоагулянтов ривароксабана и апиксабана (прямых ингибиторов фактора свертывания Xa). Препарат представляет собой раствор рекомбинантного инактивированного фактора Xa и используется для остановки кровотечений.

## История
Использование антикоагулянтов для профилактики тромбозов (в т.ч. ТЭЛА, инфарктов и ишемических инсультов), сопряжено с небольшим риском возникновения жизнеугрожающих кровотечений, в т.ч. геморрагического инсульта. В таких случаях вызываемое антикоагулянтом нарушение свертывания крови создает трудности, в связи с чем для остановки кровотечения может потребоваться использование антидота.  В отличие от варфарина и дабигатрана, специфические антидоты которых (препараты витамина К и идаруцизумаб, соответственно) используются относительно давно, ривароксабан (Ксарелто) и апиксабан (Эликвис) долгое время не имели специфического антагониста. При возникновении острого кровотечения на фоне приема этих препаратов применялись неспецифические гемостатики (концентраты фактора VII, препараты протромбинового комплекса, транексам), эффективность которых в таких ситуациях не доказана.
Специфический антагонист андекса был разработан фармацевтической компанией Portola pharmaceuticals (США) и одобрен для медицинского применения FDA в мае 2018 г. Одобрение препарата в ЕС ожидается в конце 2018 г.

## Механизм действия
Андекса — рекомбинантный (полученный генно-инженерным методом) человеческий фактор Xa, лишенный естественной каталитической активности в отношении протромбина. Препарат работает как «рецептор-ловушка»: внутривенная инфузия андексы приводит к связыванию свободных молекул ривароксабана и апиксабана, находящихся в кровотоке, за счет чего блокируется ингибирующий эффект последних на естественный фактор Xa. Препарат также способен связывать и инактивировать ингибитор пути тканевого фактора (TFPI), что может давать дополнительный прокоагулянтный эффект. В результате достигается быстрый гемостатический эффект, особенно необходимый в тех случаях, когда продолжающееся кровотечение опасно для жизни (например, при кровоизлиянии в ЦНС).
Андекса эффективен в отношении некоторых других антикоагулянтов, таких как эдоксабан (Ликсиана), бетриксабан (Бевикса), гепарин, эноксапарин (Клексан) и фондапаринукс (Арикстра), однако не одобрен FDA для реверсии их эффекта.
|               | Активность показана   | Одобрение FDA |
| ------------- | --------------------- | ------------- |
| Апиксабан     | Y [ 6 ] [ 12 ]        | Y [ 13 ]      |
| Ривароксабан  | Y [ 12 ]              | Y [ 13 ]      |
| Эдоксабан     | Y [ 8 ]               |               |
| Бетриксабан   | Y [ 9 ]               |               |
| Эноксапарин   | Y [ 1 ] [ 14 ] [ 15 ] |               |
| Фондапаринукс | Y [ 16 ]              |               |
| Гепарин       | Y [ 10 ]              |               |
| Дабигатран    | ❌                    |               |

## Режим применения
Доза препарата рассчитывается в зависимости от типа, дозы и времени последнего приема антикоагулянта. Действие андексы прекращается вскоре после удаления антидота из кровотока, в связи с чем необходима пролонгированная микроструйная инфузия.

## Побочные эффекты
В редких случаях при использовании андексы наблюдались инфузионные реакции легкой степени. У небольшой части больных отмечались тромбозы, в т.ч. с летальным исходом. В большинстве случаев тромбозы возникали в период времени до возобновления профилактического приема антикоагулянтов у пациентов высокого риска, имевших тромботические осложнения в анамнезе. Убедительной связи тромботических осложнений с введением препарата установлено не было. Также не было зафиксировано ни одного случая тромбоза среди 223 здоровых добровольцев, получавших препарат в рамках клинических испытаний.

## Эффективность
Эффективность андексы изучалась в исследованиях ANNEXA-R и ANNEXA-A (здоровые добровольцы), а также в исследовании ANNEXA-4 (пациенты с серьезными кровотечениями на фоне приема ривароксабана, апиксабана и эдоксабана).

## Регуляторный статус в РФ
По состоянию на декабрь 2024 препарат не зарегистрирован в РФ.

## Стоимость
В США стоимость максимальной дозы препарата, необходимой для однократной реверсии, достигает 49500 долларов.